# Gaetano Belloni
Gaetano Belloni (nacido el 26 de agosto de 1892 en Pizzighettone, provincia de Cremona - fallecido el 9 de enero de 1980) fue un ciclista italiano, profesional entre 1916 y 1932, que logró 49 victorias.
Destacó inicialmente como ciclista amateur, siendo campeón de Italia en 1914 y ganando el Giro de Lombardía en 1915.
Durante los años 1920, Belloni rivalizó a menudo con Costante Girardengo, siendo derrotado en gran parte de las ocasiones, lo que le valió para recibir el apodo de Eterno Secondo (en castellano, eterno segundo).
Su mayor éxito como ciclista fue el triunfo en la clasificación general del Giro de Italia 1920. Sin embargo, en su palmarés abundan otras victorias en pruebas de prestigio, así como puestos de honor. Fue tres veces ganador del Giro de Lombardía y dos de la Milán-San Remo. En el Campeonato de Italia de fondo en carretera llegó a ser 2.º en 1920 y 3.º en 1925. En 1927 terminó 4.º en el Campeonato del Mundo, en una edición ganada por Binda y dominada por el combinado italiano.

## Palmarés
| 1915 - Giro de Lombardía 1917 - Milán-San Remo - Giro de la Provincia de Milán 1918 - Giro de Lombardía - Milán-Turín - Milán-Módena 1919 - 2.º en el Giro de Italia, más 1 etapa 1920 - Giro de Italia, más 3 etapas - Milán-San Remo - 2.º en el Campeonato de Italia en Ruta 1921 - 2.º en el Giro de Italia, más 3 etapas - Giro de la Provincia de Milán - Milán-Módena | 1922 - 2 etapas del Giro de Italia - Giro de la Provincia de Milán 1925 - 2 etapas del Giro de Italia - 3.º en el Campeonato de Italia en Ruta - Giro del Piamonte 1926 - Tour de la Hainleite 1927 - Vuelta a Colonia 1928 - Giro de Lombardía 1929 - 1 etapa del Giro de Italia - Roma-Nápoles-Roma |

## Resultados en las grandes vueltas
Durante su carrera deportiva ha conseguido los siguientes puestos en las Grandes Vueltas:
| Carrera         | 1919 | 1920 | 1921 | 1922 | 1923 | 1924 | 1925 | 1926 | 1927 | 1928 | 1929 | 1930 | 1931 | 1932 |
| --------------- | ---- | ---- | ---- | ---- | ---- | ---- | ---- | ---- | ---- | ---- | ---- | ---- | ---- | ---- |
| Giro de Italia  | 2º   | 1º   | 2º   | Ab.  | Ab.  | Ab.  | 4º   | -    | -    | Ab.  | Ab.  | -    | Ab.  | Ab.  |
| Tour de Francia | -    | Ab.  | -    | -    | -    | -    | -    | -    | -    | -    | -    | Ab.  | -    | -    |
| Vuelta a España | X    | X    | X    | X    | X    | X    | X    | X    | X    | X    | X    | X    | X    | X    |